# Thermoumformer
Thermoumformer sind Messeinrichtungen (Stromwandler) zur Effektivwert-Bestimmung der elektrischen Stromstärke. Bei für die jeweilige Hochfrequenz geeigneter Ausgestaltung sind sie einsetzbar bis in den Gigahertz-Bereich.

## Prinzip
Ein elektrischer Widerstand (im einfachsten Fall ein Heizdraht) wird von Strom durchflossen. Die dabei erzeugte joulesche Wärme heizt den Widerstand auf und wird an die Umgebung weitergegeben. Die sich mit einer thermischen Trägheit einstellende Erwärmung ist proportional zur elektrischen Leistung, solange die Wärmeabgabe durch freie Konvektion geschieht (und Abgabe durch Strahlung noch keine Rolle spielt). Die Temperaturerhöhung erzeugt in einem Thermoelement eine proportionale Gleichspannung. 

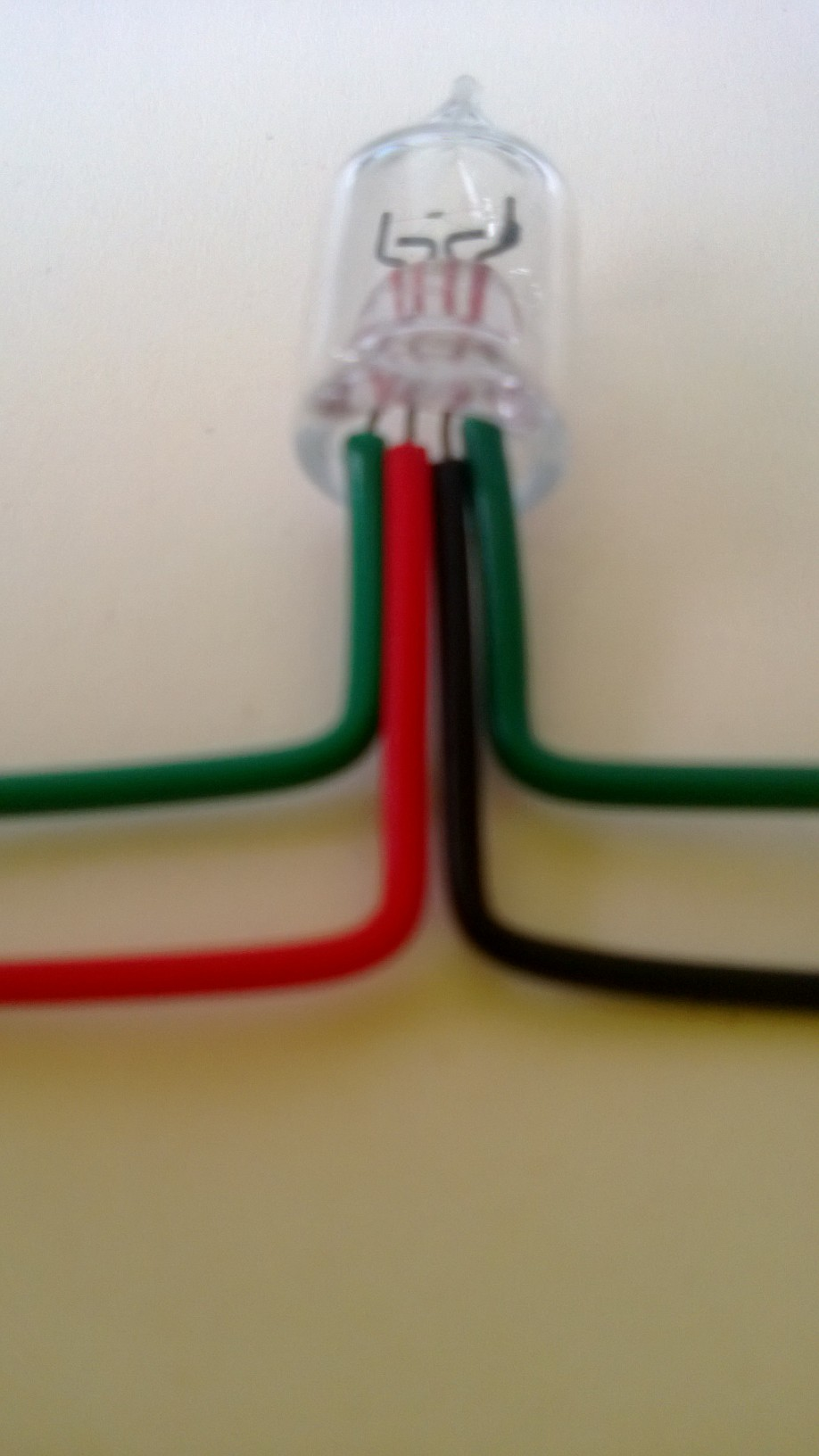
Thermoumformer

Diese Spannung kann mit einem geeigneten Spannungsmessgerät angezeigt werden. Um daran unmittelbar den Effektivwert des Heizstroms ablesen zu können, ist eine quadratisch geteilte Skale erforderlich.

## Einsatz
Vorteil bei dieser Art der Messung ist die weitestgehende Unabhängigkeit von Frequenz und Signalform. Nachteile sind jedoch eine relativ lange Messzeit sowie die besonders hohe Gefahr der Zerstörung des Umformers bei Messbereichsüberschreitung, weil die Erwärmung quadratisch mit dem Messstrom ansteigt. Bis auf wenige Anwendungen, in denen sich für die Stromstärke kein alternatives Messprinzip hat finden lassen, werden Thermoumformer in der Technik nicht mehr eingesetzt.
Das Messprinzip wird jedoch zur Leistungsmessung von Mikrowellen und Laserstrahlen weiterhin eingesetzt.